# Siège de la police à Alexanderplatz
 (décembre 2021).
Le contenu est difficilement compréhensible vu les erreurs de traduction, qui sont peut-être dues à l'utilisation d'un logiciel de traduction automatique.
Le siège de la police à Alexanderplatz, en allemand Polizeipräsidium Alexanderplatz, est l'ancien siège du chef de la police de Berlin et fait partie de l'administration centrale de la police de Berlin à Alexanderplatz .
Deux bâtiments se sont fait connaître sous ce nom :   
- 1890-1945 Le Polizeipräsidium Alexander- / Dircksenstrasse
- 1945–1990 Le Polizeipräsidium de la Keibelstrasse (pour Berlin-Est )

Depuis 1990, l'intégralité du siège de la police de Berlin est située à Platz der Luftbrücke, tandis qu'une partie de l'administration de la police se trouve toujours dans le bâtiment d'Alexanderplatz.

## Siège de la police à Alexanderstrasse / Dircksenstrasse

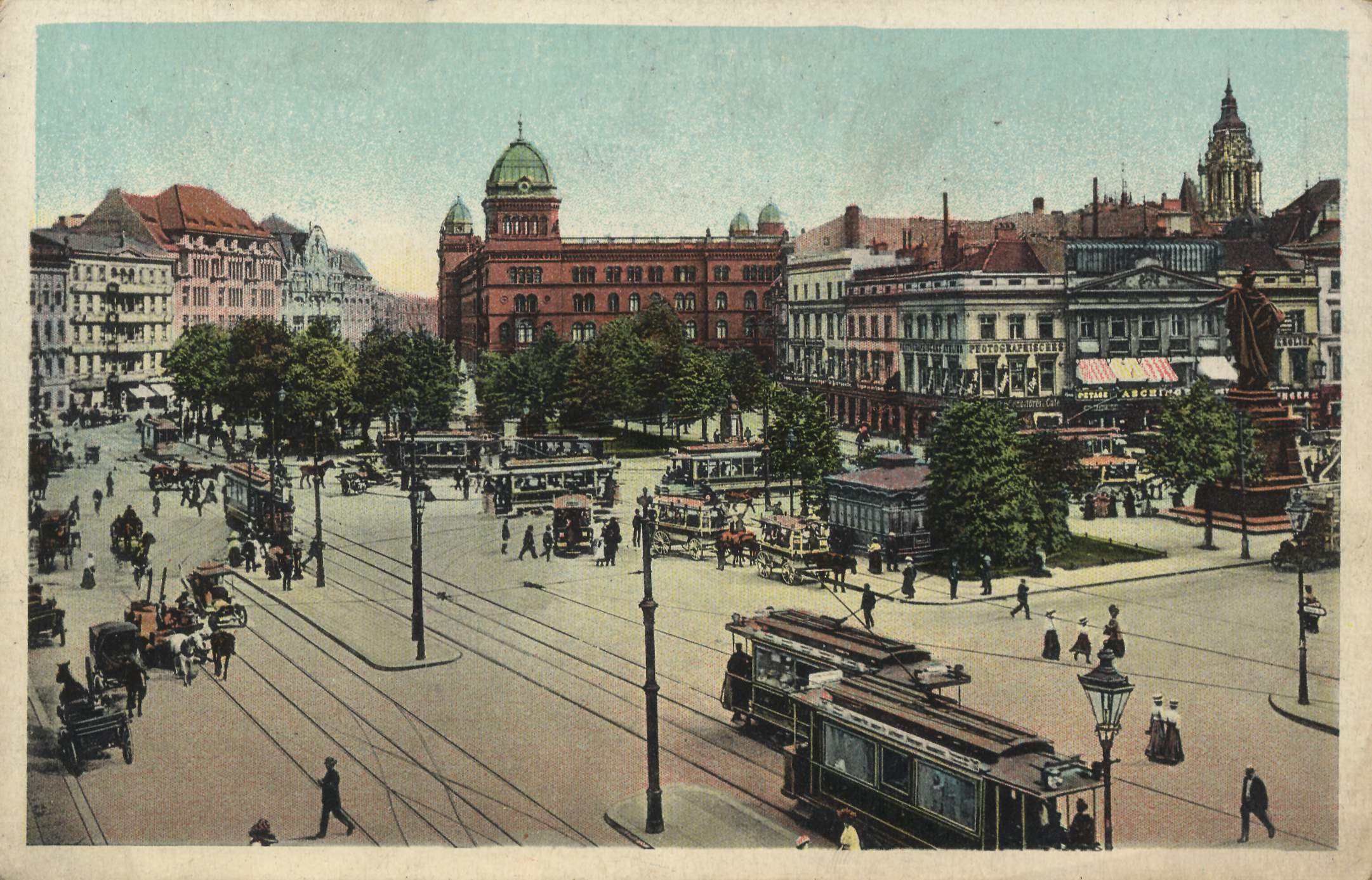
Alexanderplatz vers 1900 (de gauche à droite : Association des professeurs, quartier général de la police, restaurant Aschinger). En raison de la refonte de la place, aucun point de repère n'a été conservé, à l'exception de la gare et de la Berolinahaus (achevée en 1932).

Le quartier général de la police à Berlin Alexanderplatz est également connu comme le château rouge dans l'histoire allemande et prussienne. Dès 1885, la capitale impériale a planifié cette installation comme un « Scotland Yard allemand ». 1886-1890, le bâtiment d'origine a été construit sous la direction du conseiller municipal de Berlin Hermann Blankenstein. À l'époque, ce bâtiment était le plus grand bâtiment de Berlin à côté du palais de la ville de Berlin. En 1900, il a été agrandi sous la direction de Paul Thoemer. En 1933, le complexe est devenu le siège de la Gestapo de Berlin. Pendant la Seconde Guerre mondiale, le bâtiment a subi de graves dommages lors des raids aériens alliés et de la bataille de Berlin en 1944 et 1945 et n'a pas été reconstruit. En 1957, les derniers restes ont été enlevés, de sorte qu'un parking a été créé. Le centre commercial Alexa occupe le site depuis 2007.
Dès 1896, le Présidium dispose d'un service d'identification, d'un fichier de mesures Bertillon, d'un registre des personnes disparues et des délits et à partir de 1899 son propre studio photo. Le chef de la police de Berlin a été chargé de la gestion pratique de toutes les structures policières et administratives affiliées en Prusse. Dans le bâtiment de l'Alexanderplatz, il y avait non seulement des structures de police municipale, mais aussi des services spéciaux tels que l'autorité de censure prussienne. La répartition des tâches de la police de Berlin était donc la norme pour la Prusse et, plus tard, le Reich allemand.

## Siège de la police Neue Königstrasse / Keibelstrasse
Le bâtiment a été construit en 1930/1931 pour la société de grands magasins Rudolph Karstadt AG sur la base d'un plan de l'architecte maison Karstadt Philipp Schaefer sur la Neue Königstrasse. Comme il s'est rapidement avéré trop grand pour un grand magasin ou un entrepôt, Rudolph Karstadt a vendu la maison représentative en 1934 pour 15 Millions de reichsmarks (ajusté pour le pouvoir d'achat dans la devise d'aujourd'hui: environ 67,1 millions d'euros) au ministère des Finances du Reich. Y fut alors créé l' Office statistique du Reich, qui a entre autres enregistré statistiquement les habitants juifs de Berlin et recueilli des informations centrales pour la guerre.
Le bâtiment a été détruit à la fin de la Seconde Guerre mondiale et a été restauré en 1947. Jusqu'à la scission de la police de Berlin en 1948, le siège du chef de la police de Berlin était situé à différents endroits dans le secteur soviétique de la ville à quatre secteurs de Berlin . En juillet 1948, lorsque le magistrat démocratiquement élu Schroeder suspendit Paul Markgraf ( KPD, KPD, de 1946 SED ), qui avait été le chef de la police nommé par le SMAD en 1945, en raison de manquements importants à ses devoirs, ce dernier resta en fonction avec l'approbation soviétique et prit place dans l'immeuble de Karstadt prêt à être occupé. Le président de la police Johannes Stumm, nommé par le magistrat, a transféré le Présidium dans la Friesenstrasse dans le secteur américain. Avec la division de la police de Berlin à l'été 1948, la division de Berlin a commencé .

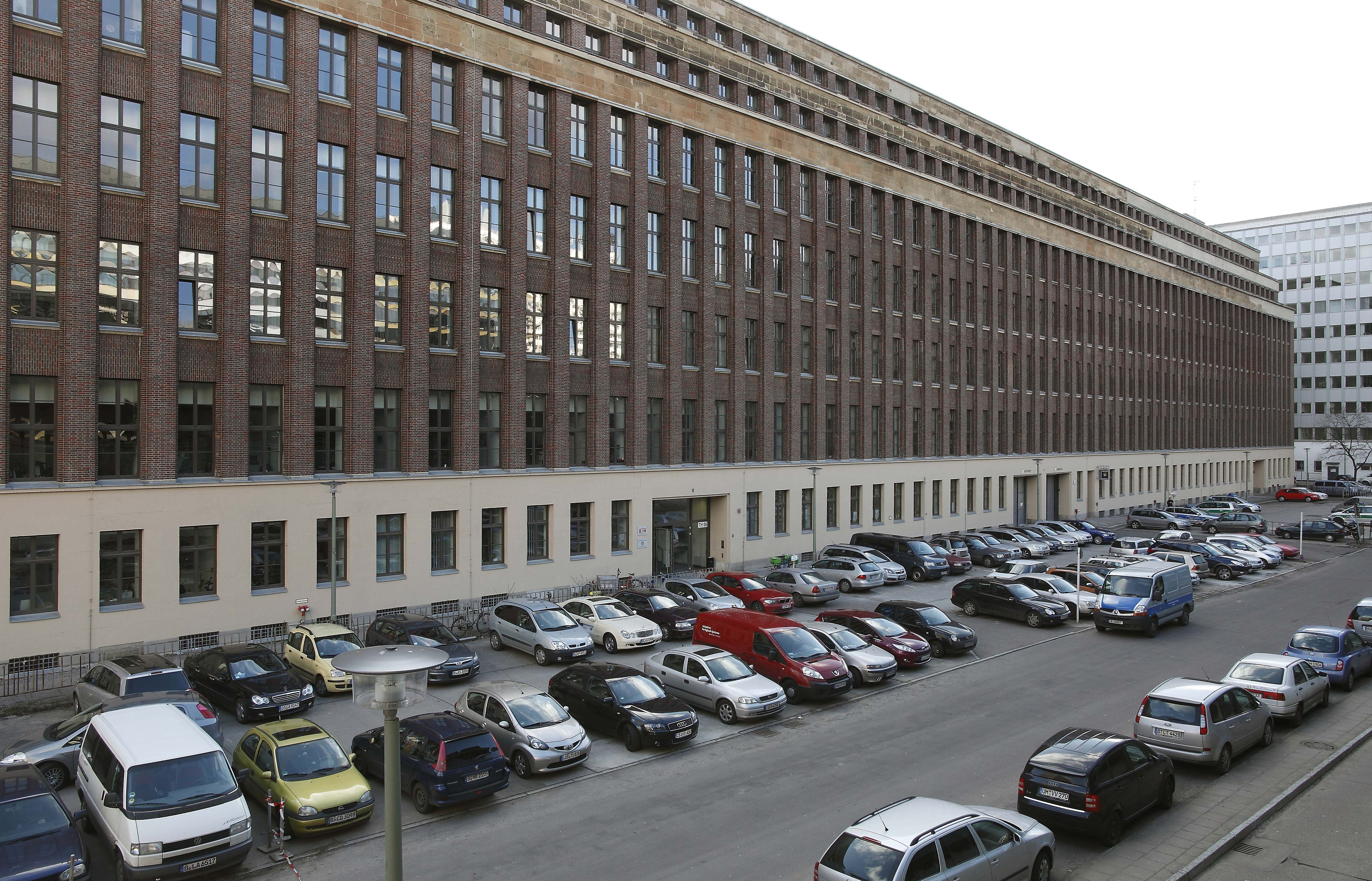
Immeuble de bureaux BIM

L'ancien grand magasin de la Neue Königstrasse, depuis 1966 Hans-Beimler-Strasse, a servi d'administration centrale de la police populaire de Berlin-Est jusqu'en 1990. Un centre de détention (UHA II) a été créé dans la cour en 1951. Leur construction s'étend sur huit étages et comptait 100 cellules de prison. L' administration de la sécurité de l'État du Grand Berlin avait une «base habitée en permanence» dans le bâtiment, qui utilisait également UHA II. Après 1990, au moins deux enregistrements de films ont été réalisés dans le bâtiment de la prison (pour les pensions des hommes et la vie d'autrui ); il n'y a eu aucune autre utilisation avant 2007. Ensuite, Berliner Immobilien Management GmbH (BIM) a repris la propriété entière et a pu la vendre pour 47 millions d'euros après rénovation complète.

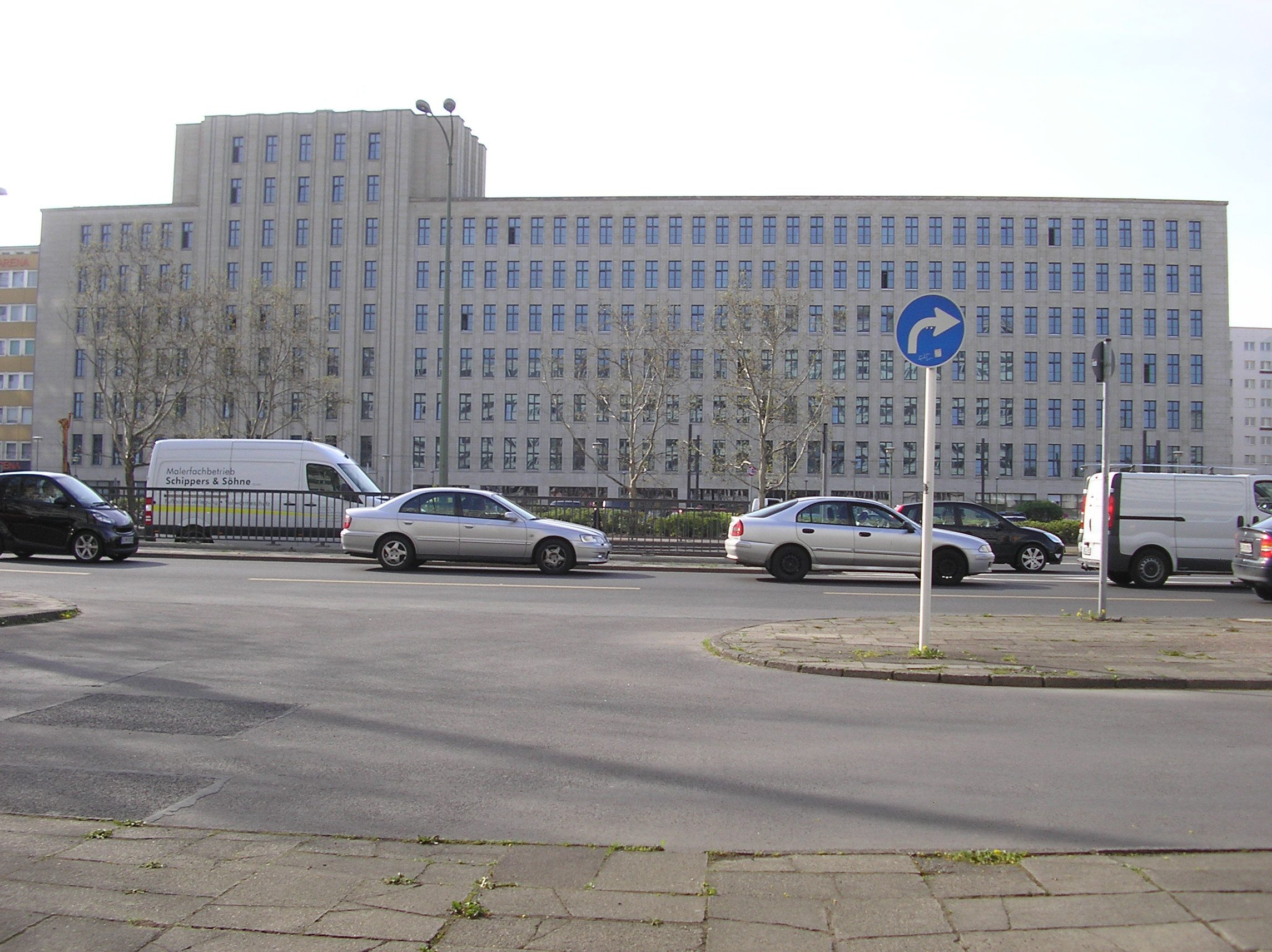
Bâtiment à Otto-Braun-Strasse et Keibelstrasse après la rénovation de la façade, 2010

Le Département sénatorial de l'éducation, de la jeunesse et des sciences a emménagé dans l'ancien bâtiment de Karstadt. Il y avait de nouveaux postes de police à plusieurs étages dans la Keibelstrasse, mais le principal utilisateur est le BIM. Le premier étage a été repensé comme lieu d'apprentissage de la Keibelstraße en coordination avec le bureau de protection des monuments en 2018.